# 扎比内·埃弗茨
扎比内·埃弗茨（德語：Sabine Everts，1961年3月4日—），德国女子田径运动员。她曾代表西德参加1984年和1988年夏季奥林匹克运动会田径比赛，其中1984年奥运会获得一枚铜牌。